# Mesoplasma florum
Mesoplasma florum è una specie di batterio appartenente alla famiglia delle Entomoplasmataceae.